# Olumuyiwa Olamide Osifuye
Olumuyiwa Olamide Osifuye (* 1960 in Lagos) ist ein nigerianischer Fotograf.

„Zuerst war die Augenoptik Osyfuyes Hauptberuf. Seit 1996 ist jedoch ein fotografisches Werk entstanden, das von den harten Lebensbedingungen, aber auch dem Triumph der Menschlichkeit im heutigen Nigeria erzählt. Osyfuye ist Foto-Essayist, obwohl er zunächst eher dokumentarisch zu arbeiten schien. Seine Arbeit ist narrativ, wenn auch nicht unbedingt auf geradlinige Art. Die Bilder halten die bittere Realität einer Gesellschaft fest, die seit langem unter dem Joch einer Militärdiktatur steht und zu großen Teilen materielle Not leidet, und deuten zugleich eloquent und ohne in visuelle Klischees zu verfallen auf ein stolzes und unverwüstliches Volk. (Faces of Poverty,1999)“

## Ausstellungen (Auswahl)
- 2002: Documenta11, Kassel
- 2003: 50. Biennale di Venezia, Venedig
- 2004: A Grain of Dust A Drop of Water 5th Gwangju Biennale, Gwangju
- 2007: imagine art after, Tate Britain, London[3]